# Florenci IV d'Holanda
Florenci IV d'Holanda (la Haia, 24 de juny de 1210 - Corbie, 19 de juliol de 1234) va ser  comte d'Holanda des 1222 a 1234.

## Família
Era fill de Guillem I, comte d'Holanda, i d'Adelaida de Gueldre.
Florenci IV es va casar amb Matilde de Brabant, filla d'Enric I de Brabant, i de Matilde de Boulogne i d'Alsàcia. El matrimoni va tenir 5 fills: 
- Guillem (1227-1256), comte d'Holanda i rei dels Romans.
- Florenci (c.1228-1258), regent d'Holanda (1256-1258).
- Adelaida (c.1230-1284), regent d'Holanda (1258-1263), esposa de Joan I d'Avesnes (1246).
- Margarida d'Holanda (1234-1276), comtessa d'Henneberg, esposa d'Herman I d'Henneberg (1249).
- Matilde.

## Govern
Va succeir al seu pare a l'edat de dotze anys sota la tutela del seu oncle matern, Gerard, comte de Gueldre. Al maig de 1222, va acudir al costat del seu tutor a Aquisgrà a la coronació d'Enric VII d'Alemanya, com rei dels Romans.
Dos anys més tard, va fundar a Loosduinen, amb els seus propis fons, un convent de religioses de l'orde del Cister.

Gairebé no iniciat el seu govern, es va veure embolicat a la guerra que el seu oncle Gerard mantenia amb Otó II de Lippe, bisbe d'Utrecht. No se sap molt bé la causa de la disputa, però podria tenir el seu origen en les exaccions d'impostos als súbdits del bisbe a la comarca de Saaland. És possible que els duaners del comte de Gueldre haguessin exigit amb massa severitat els drets de peatge, el que pertorbava fortament el comerç que els mercaders d'Utrecht feien al llarg del Rin.
Fora com fora, els holandesos van aprofitar l'ocasió per saquejar Gein i per cremar la casa que allà tenia el bisbe. Una mica més tard el legat del papa va concertar una treva, que aviat es va canviar per una pau sòlida, conclosa entre les dues parts bel·ligerants el 1225.
Tanmateix, el 1227 va donar suport a la revolta dels camperols de Drente enfront del bisbe d'Utrecht. El 1233, el seu germà Otó va ser nomenat bisbe d'Utrecht, seu vacant després de la mort del bisbe Wilbrand d'Oldenburg.
Bé per afavorir el seu germà o per defensar a Holanda de les inundacions, el comte, que acabava de casar-se amb Matilde, filla d'Enric, duc de Brabant, va manar construir un dic des d'Amerongen fins aSchoohoven.